# Валиев, Руслан Зуфарович
Русла́н Зуфа́рович Вали́ев (род. 26 сентября 1949, пос. Лосинка Свердловской области) — советский и российский физик, член-корреспондент АН РБ (1991), доктор физико-математических наук (1984), профессор (1987), заслуженный деятель науки РФ (2003) и РБ (1997).

## Биография
Валиев Руслан Зуфарович родился 26 сентября 1949 года в пос. Лосинка Свердловской области.
В 1971 году окончил Уральский политехнический институт в г. Свердловске.
После окончания института работал инженером, научным сотрудником, доцентом, профессором, директором подразделения Уфимского авиационного института (1973—1986).
В 1977 году он защитил кандидатскую, а в 1984 г. докторскую диссертацию по исследованию эффекта сверхпластичности материалов.
С 1996 года он — директор Института физики перспективных материалов, заведующий кафедрой УГАТУ, с 2004 года — руководитель совместного учебно-научного инновационного комплекса «Наноцентр».
С 2006 года он является руководителем ведущей научной школы РФ «Физика и технология объёмных наноструктурных материалов».
Член Международного научного совета НИТУ «МИСиС».

## Научная деятельность
Научные направления работы Валиева: физика прочности и пластичности материалов, материаловедение, нанокристаллы, интенсивная пластическая деформация. Им были исследованы и внедрены принципы создания наноструктурных состояний в объёмных металлических материалах, позволяющие изменять свойства конструкционных и функциональных металлов и сплавов практически любого химического состава.
Под его руководством защищено 34 кандидатских и 7 докторских диссертаций.
Выдвинут в члены-корреспонденты РАН на выборах 2022 года.

### Труды
Валиев Руслан Зуфарович является автором научного открытия (№ 339, 1987 г. «Явление образования в поликристаллах неравновесных границ зерен при поглощении ими решеточных дислокаций»). Он имеет 20 патентов и авторских свидетельств на изобретения, около 400 публикаций в реферируемых изданиях, включая 6 монографий.
- Зернограничная диффузия и свойства наноструктурных материалов. Новосибирск: Наука, 2001.
- Новые материалы / Под науч. ред. Ю. С. Карабасова. М.: МИСИС, 2002.
- Объёмные наноструктурные металлические материалы: получение, структура и свойства. М.: ИКЦ «Академкнига», 2007 (соавтор).
- Valiev, R.Z., Krasilnikov, N.A., Tsenev, N.K. Plastic Deformation of Alloys with Submicro-Grained Structure. Mater. Sci. Eng. A137, 35-40 (1991).
- Valiev, R.Z., Korznikov, A.V. & Mulyukov, R.R. Structure and Properties of Ultrafine-Grained Materials Produced by Severe Plastic Deformation. Mater. Sci. Eng. A168, 141—148 (1993).
- O.A. Kaibyshev, R.Z. Valiev, «Grain boundaries and properties of metals», 1987, Metallurgia Publ., Moscow, 214 p.
- R.Z .Valiev, A.V. Vergazov, V.Yu. Gertsman, «Crystal geometrical analysis of intercrystalline boundaries in electron microscopy», 1991, Nauka Pub., Moscow, 232 p.
- Ultrafine-Grained Materials Processed by Severe Plastic Deformation, R.Z. Valiev (ed.), Annales de Chimie, Vol. 21, No 6-7, p. 369—554, 1996.
- R.Z. Valiev, I.V. Alexandrov, «Nanostructured Materials Produced by Severe Plastic Deformation», 2000, Logos Pub., Moscow, 272 p. (in Russian).
- Ultrafine Grained Materials III (Edited by Y.T. Zhu, T.G. Langdon, R.Z. Valiev, S.L. Semiatin, D.H. Shin, and T.C. Lowe), TMS (The Minerals, Metals & Materials Society), 2004, p. 686.

## Награды и звания
Лауреат Государственной премии РБ в области науки и техники (2015), Премии комсомола Башкирии (1977), дважды — премии фонда имени Гумбольдта (Германия, 2001, 2007). Награждён золотой медалью 3-го Московского международного салона инноваций и инвестиций (2002). Медаль им. Блеза Паскаля в области материаловедения за 2011 г.
Член Европейской академии наук, обладатель диплома РФФМ и Elsevier «Scopus Award Russia 2011».